# Mit Spannungen leben
Mit Spannungen leben ist eine Orientierungshilfe des Rates der Evangelischen Kirche in Deutschland (EKD) von 1996. Sie befasst sich mit der Haltung der EKD zu Homosexualität und gleichgeschlechtlicher Partnerschaft. Dabei hält sie am „biblischen Widerspruch gegen homosexuelle Praxis als solche“ fest, setzt sich jedoch für die ethisch verantwortliche Gestaltung homosexueller Beziehungen ein. Größte Sorge damals war der Schutz der Ehe vor einer angenommenen Bedrohung bei Gleichstellung Homosexueller. Mit Spannungen leben wird seitens der EKD weiterhin als Orientierungshilfe angeboten.

## Entstehung
Anfang der 1990er Jahre war die Frage, „[…] wie sich die Kirche zu ihren homosexuellen Mitgliedern verhalten solle, […] zu einem unabweisbaren Thema auch innerkirchlicher Auseinandersetzungen geworden“, da die Kirchen damals „mit großem Engagement, gelegentlich sogar mit erheblicher Schärfe [über das Thema stritten], weil es in ihm nach Meinung vieler Beteiligter um Grundfragen des christlichen Glaubens, der Auslegung biblischer Schriften und des kirchlichen Bekenntnisses“ gehe. Um das innerhalb der EKD zu klären und vielleicht sogar zu einem Konsens zu kommen, setzte der Rat der EKD im März 1994 eine ad-hoc-Kommission „Homosexualität“ ein. Mitglieder waren:
- Wilfried Härle, Professor für Evangelische Theologie an der Ruprecht-Karls-Universität Heidelberg als Vorsitzender
- Monika Schwinge, Pinneberg, stellvertretende Vorsitzende
- Renate Knüppel, Hannover, Geschäftsführerin
- Elisabeth Faber, Gießen
- Erhard Giesler, Vellmar-West
- Maria Jepsen, Bischöfin des Sprengels Hamburg[Anm. 2]
- Thomas Küttler, Superintendent des Kirchenbezirks Plauen (Vogtland)
- Friedrich Lohmann, ehemaliger Richter am Bundesgerichtshof
- Joachim Track, Professor für Systematische Theologie an der Augustana-Hochschule Neuendettelsau
- Joachim Wiebering, Landessuperintendent des Kirchenkreises Rostock der Evangelisch-Lutherischen Landeskirche Mecklenburgs

Der Rat der EKD erteilte der ad-hoc-Kommission den Arbeitsauftrag, das Thema entlang von vier vorgegebenen Leitfragen abzuarbeiten. Nach zehn mehrtägigen Sitzungen, bei denen es auch heftige Auseinandersetzungen gegeben hatte, formulierte die Kommission das Papier Mit Spannungen leben als Arbeitsergebnis. Es wurde „nach zähem Ringen“ als „einmütiges Ergebnis“ vorgestellt. Der Rat der EKD hat sich das Papier am 23. Februar 1996 zu eigen gemacht und als „Orientierungshilfe“ unter diesem Datum veröffentlicht. Unterzeichnet wurde es von Klaus Engelhardt, damals Landesbischof der Evangelischen Landeskirche in Baden und Vorsitzender des Rates der EKD.

## Inhalt
Selbstgestecktes Ziel der ad-hoc-Kommission war: „Nur eine differenzierte Argumentation und Stellungnahme, die die damit gegebenen Spannungen aufnimmt, aushält und zu einem Ausgleich zu bringen versucht, ist theologisch verantwortbar und bietet eine Chance für einen tragfähigen Konsens.“ Retrospektiv betrachtet gelang der Orientierungshilfe aber weder der Ausgleich der Spannungen noch ein tragfähiger Konsens.
Die Autoren selbst machen für ihre Arbeit eine intensive Besinnung auf biblischen Text und die evangelischen Bekenntnisschriften geltend, dahinter treten die humanwissenschaftlichen Erkenntnisse zurück, Betroffene gehörten der Kommission – soweit bekannt – nicht an. So entstand ein Papier der Außensicht auf Homosexuelle. Es konzentriert sich allein auf Homosexualität. Andere Formen queerer Sexualität wurden in den 1990er Jahren noch weitgehend übersehen und werden in Mit Spannungen leben (noch) nicht erwähnt. Befremden wird darüber geäußert, dass das Coming-out gelegentlich in schrillen Formen erfolge und damit gesellschaftliche Vorurteile bestärke.
Die Orientierungshilfe leiten Abschnitte ein, die sich mit Homosexualität und Wissenschaft, der Bedeutung humanwissenschaftlicher Forschungsergebnisse für das Thema und methodischen Ansätzen der ad-hoc-Kommission beschäftigen. Diese kommt schließlich zu der Feststellung: „Humanwissenschaftliche Ergebnisse besitzen zweifellos eine gewisse Relevanz für die hier anstehende Urteilsbildung. Die entscheidende Argumentation muß jedoch theologisch geführt werden“. Darüber hinaus gingen die Autoren der Orientierungshilfe davon aus, dass die „homosexuelle Prägung“ durch Therapie oder Seelsorge korrigierbar sei, was mittlerweile in Deutschland durch das Gesetz zum Schutz vor Konversionsbehandlungen weitgehend verboten ist. Auch interessierte die Frage, ob Homosexuelle stärker als Heterosexuelle zu Promiskuität neigen.
Nach allgemeinen und grundsätzlichen Aussagen zum Glauben und dem Verständnis der Bibel endet Abschnitt 2.2 („Biblische Aussagen zur Sexualität“) nach Ausführungen zur grundsätzlich heterosexuellen Ausrichtung der Bibel und insbesondere dem ersten Schöpfungsbericht (Genesis 1,1–2,3) mit der Aussage: „Insofern kann man sagen, daß das biblische Menschenbild auf [die heterosexuelle] Ehe und Familie hingeordnet ist.“ Statt diese Feststellung als historisches Zeugnis zu betrachten, wird sie jedoch normativ verstanden, das heißt als eine Vorgabe, nach der auch heute zu verfahren sei. Modernere Auslegungen, etwa der feministischen Theologie, wurden ignoriert. Mit diesem Vorgehen wird erreicht, dass die Orientierungshilfe sich gegen die Gleichstellung Homosexueller wendet. An anderer Stelle stehen am Ende einer offenen Diskussion reproduzierte Vorurteile gegen Homosexuelle.
Dem schließt sich ein langer Abschnitt an, in dem die Stellen der Bibel erörtert werden, die sich mit Homosexualität befassen.
Die Orientierungshilfe kommt zu dem Schluss, dass aufgrund dieser Bibelstellen „die homosexuelle Praxis“ (= homosexueller Sex) dem Schöpferwillen Gottes widerspreche, die Bibel aber auch keine Aussagen zur Gestaltung gleichgeschlechtlicher Beziehungen enthalte. Aus allgemeinen Grundsätzen wird abgeleitet, dass homosexuelle Beziehungen gemäß dem Willen Gottes ethisch zu gestalten seien, wobei den Autoren der Orientierungshilfe das Modell der heterosexuellen Ehe als Vorbild dient. Damit empfahl die ad-hoc-Kommission, Homosexuellen zwar die Gleichstellung zu verweigern, sie aber mit den gleichen Anforderungen wie Heterosexuelle zu belasten.
Im Folgenden werden die Aussagen in Bibel, den Bekenntnisschriften der Reformationszeit und der gegenwärtigen Theologie über Formen des Zusammenlebens reflektiert und letztendlich die heterosexuelle Ehe und Familie als soziales Leitbild propagiert.

## Aussagen
Die Autoren treffen in der Orientierungshilfe eine Reihe konkreter Aussagen über Homosexuelle:

### Gesellschaft
- Aus der Aussage in Martin Luthers Großem Katechismus, dass es Menschen gebe, die nicht für die Ehe geschaffen seien[25], leiten die Autoren ab, dass homosexuell „geprägte“ Menschen, sofern ihre Prägung nicht korrigierbar sei, zweifellos [!] zu den „Wenigen“ gehören, die nicht zur Ehe „geschaffen“ sind, ohne dass deswegen schon gesagt werden könne, dass ihnen die besondere „Gabe“[26] zuteilgeworden sei, sexuell enthaltsam leben zu können.[27] Die Autoren der Orientierungshilfe übernehmen dabei ein im 18. und 19. Jahrhundert entwickeltes Eheverständnis, dessen zeitlose Geltung sie voraussetzen.[28] Die Realität und der Gesetzgeber haben die Sache 2017 durch das Gesetz zur Einführung des Rechts auf Eheschließung für Personen gleichen Geschlechts anders entschieden, auch wenn die Autoren der Orientierungshilfe noch meinten, dass dieser Weg „eindeutig und unveränderbar homosexuell geprägten Menschen versperrt“ sei.[29]
- Die Gleichrangigkeit aller Formen des Zusammenlebens wird abgelehnt.[30]
- „Die Institutionen Ehe und Familie kommen nur für heterosexuell „ausgerichtete“ [!] Menschen in Betracht.“[31]
- „Der gesellschaftlich gängigen These, sexuelle Enthaltsamkeit sei unmöglich oder führe notwendigerweise zu schweren Störungen und Persönlichkeitsdeformationen, muß widersprochen werden“[32], um anschließend belegfrei zu fantasieren, wem das schon alles gelungen sei.
- Wenn Homosexuellen Enthaltsamkeit nicht möglich ist, wird ihnen zu „einer vom Liebesgebot her gestalteten und damit ethisch verantworteten gleichgeschlechtlichen Lebensgemeinschaft“ geraten, deren Kriterien dieselben seien, die für Ehe und Familie gelten: Freiwilligkeit, Ganzheitlichkeit, Verbindlichkeit, Dauer und Partnerschaftlichkeit.[33]
- Allerdings sollten gleichgeschlechtlichen Lebensgemeinschaften das Adoptionsrecht verwehrt sein, weil das für die betroffenen Kinder neue Probleme schüfe, die ethisch nicht verantwortet werden können.[34] Die Aussage wird völlig belegfrei in den Raum gestellt, eine nachvollziehbare Begründung fehlt.
- Das „Modell“ der „Eingetragenen gleichgeschlechtlichen Lebensgemeinschaft“[Anm. 5] müsse erst noch daraufhin geprüft werden, ob es dem Unterschied zur Ehe hinreichend Rechnung trage und den Besonderheiten homosexueller Partnerschaften gerecht werde.[35] Was die Autoren sich darunter vorstellen, lassen sie offen.
- Die Kirche solle dafür eintreten, dass der Staat bestehende Benachteiligungen für gleichgeschlechtliche Lebensgemeinschaften aufhebt, für die sachlichen Gründe – wie etwa der Schutz der Ehe [!] – nicht bestehen.[36]

### Kirchen

#### Homosexuelle
- Gleichgeschlechtliche Lebensgemeinschaften befinden sich aufgrund von Schrift und Bekenntnis nicht in Übereinstimmung mit dem Willen Gottes.[37]
- Homosexuell geprägte Menschen haben Anspruch auf seelsorgerliche Beratung und Begleitung.[38]
- Über Sexualität, einschließlich der Homosexualität, muss in der kirchlichen Verkündigung, Unterweisung und Seelsorge offen gesprochen werden.[39]

#### Pfarramt
- Es ist nicht vertretbar, das Pfarramt generell für homosexuell lebende Menschen zu öffnen, sondern nur nach gründlicher Prüfung im Einzelfall, nämlich dort, wo sich die homosexuelle Lebensweise ethisch verantwortlich gestaltet.[40] Entsprechende Prüfungen bei heterosexuellen Bewerbern werden nicht einmal erwähnt.
- Die Zulassung Homosexueller zum Pfarramt soll in Einzelfällen möglich sein. Sie erfordern breiten Konsens, große Besonnenheit und Behutsamkeit.[41] Dazu soll erforderlich sein:
  - Die einmütigen Zustimmung aller an der Entscheidung beteiligten Gremien.
  - Die Klärung, wie das die ökumenischen Schwesterkirchen sehen, insbesondere die, mit denen volle Kirchengemeinschaft besteht.
- Homosexuelle im Pfarramt müssen die Leitbildfunktion der heterosexuellen Ehe und Familie anerkennen.[42]
- Homosexuelle im Pfarramt müssen darauf verzichten, die gleichgeschlechtliche Lebensgemeinschaft als gleichrangiges Leitbild zu propagieren.[43]
- Die besondere Rolle – die Vorbildfunktion – des evangelischen Pfarrhauses[Anm. 6] sei zu berücksichtigen. Der Begriff wird erörtert, ohne dass es den Autoren gelingt dieses eher historische Phänomen griffig zu fassen. Sie befürchten Akzeptanzprobleme und gehen – mangels hinreichender Faktenkenntnis – darauf aber weiter nicht ein.[44]
- „Verführung zur Homosexualität“ wird als Problem gesehen und sei zu berücksichtigen.[45]
- Hingewiesen wird darauf, dass eine verantwortlich gestaltete gleichgeschlechtliche Lebensgemeinschaft in einem Pfarrhaus eine positive Funktion für Homosexuelle haben könnte.[46]
- Kein Kirchenvorstand und keine Kirchenleitung hat einen Anspruch darauf, über das Sexualleben eines Amtsinhabers Auskunft zu verlangen oder dieses auszuforschen.[47]
- Zusammenfassend wird festgestellt, dass viele Argumente gegen eine Zulassung gleichgeschlechtlicher Lebensgemeinschaften in Pfarrhäusern sprechen.[48]

#### Segnung
- Die Segnung einer homosexuellen Partnerschaft kann nicht zugelassen werden. In Betracht kommt allein die Segnung von Menschen.[49]
- Eine solche Segnung soll nicht im Rahmen eines Gottesdienstes vorgenommen werden, weil das Missverständnisse hervorrufen könne.[50] Befürchtet wird, dass dies die homosexuelle Gemeinschaft mit der einzig wahren, heterosexuelle Ehe gleichstellen könne. Dieser Punkt ist nicht nur durch die staatliche Gleichstellung gegenstandslos geworden, sondern in vielen Landeskirchen wird die Segnung homo- wie heterosexueller Paare in einem Traugottesdienst angeboten.[51]

## Sprache
Die Sprache der Orientierungshilfe Mit Spannungen leben zeugt davon, wie fremd den Autoren das Thema im Grunde war. So wird statt von „Homosexuellen“ von „homosexueller Prägung“ oder „homosexueller Lebensweise“ gesprochen. Die Begriffe „Schwuler“ und „Lesbe“ werden lediglich unter der Überschrift „Homosexualität in der gegenwärtigen Diskussion“ und in Anführungszeichen einmal erwähnt, um sie zu erläutern. Homophobe und heterosexistische Stereotype übernimmt das Papier unreflektiert. Die Sprache wird als diskriminierend beanstandet.

## Funktion
Die Orientierungshilfe sollte in erster Linie dazu dienen, die in den 1990er Jahren innerhalb der EKD hoch emotional und kontrovers geführte Debatte zu kanalisieren und zu beruhigen, indem Formelkompromisse gesucht wurden: „Differenziertes Reden muß gelegentlich Solidarisierungserwartungen enttäuschen. Aber es leistet damit auch einen Beitrag zum Abbau von Feindbildern“.

## Geschichte

### Ausgangslage
Vorangegangen war der Orientierungshilfe Mit Spannungen leben eine Orientierungsschrift der Vereinigten Evangelisch-Lutherischen Kirche Deutschlands (VELKD) mit dem Titel Gedanken und Maßstäbe zum Dienst von Homophilen in der Kirche.
Das Papier Mit Spannungen leben erschien in der Endphase der Aids-Krise. Ausgangspunkt des Streites, den das Papier beenden sollte, waren zwei in den 1990er Jahren gegeneinander gesetzte Thesen zur Homosexualität:
- sie sei unveränderbar und bedürfe auch keiner Korrektur. Veränderungsversuche behinderten oder verhinderten die notwendige Selbstannahme. Sie führten zu psychischen Schäden.
- sie sei korrigierbar und bedürfe der Korrektur. Das führe zur Befreiung und Selbstfindung.

Die Orientierungshilfe Mit Spannungen leben wurde von manchen als zu weitgehend empfunden. Dazu zählte etwa die Bekenntnisbewegung Kein anderes Evangelium. Für andere war die Orientierungshilfe ein Fortschritt. Wieder anderen ging sie nicht weit genug. Dem Papier wird eine „wenig mutige Mittelposition“ oder ein „vorösterlicher Eiertanz“ attestiert. Umfangreich waren die Reaktionen auf das Papier, unmittelbar, nachdem es erschien.
Die Hoffnung der ad-hoc-Kommission, dass „die in dieser Orientierungshilfe gefundenen gemeinsamen Positionen sich auch in der kirchlichen (und gesellschaftlichen) Öffentlichkeit als Basis für einen tragfähigen Konsens erweisen“, war eine deutliche Fehlprognose. Binnen kurzem wurde das Papier von der Wirklichkeit überrollt und in der Praxis ignoriert – ohne dass die EKD es je annulliert oder durch ein zeitgemäßes, die Praxis widerspiegelndes Papier ersetzt hätte. Die Argumentation laviert zwischen dem Eintreten gegen Diskriminierung bei gleichzeitigem Fortschreiben der Ausgrenzung von Homosexuellen und dem Weiterverbreiten von Vorurteilen. Diese inneren Widersprüche weisen auf den Kompromisscharakter des Papiers und trugen zu seiner letztendlich geringen Relevanz in der kirchlichen Praxis bei. „Innerhalb von zwei Jahrzehnten schien sich eine Orientierungshilfe in hilflose Orientierungslosigkeit aufzulösen“.

### Weitere Entwicklung
Als die EKD 2002 anlässlich der Einführung der eingetragenen Lebenspartnerschaft 2001 mit einer weiteren Orientierungshilfe Stellung nahm, verharrte sie auf den Positionen von Mit Spannungen leben – bis hin zur Wahl der Formulierungen – und nahm auf Mit Spannungen leben auch direkt Bezug, ebenso als sie 2004 Stellung zu einer beabsichtigten Änderung des Lebenspartnerschaftsgesetzes nahm. In der Orientierungshilfe Zwischen Autonomie und Angewiesenheit von 2013 zum Thema „Familie“ musste sich die EKD nun auch zu der Tatsache positionieren, dass es inzwischen eingetragene Lebenspartnerschaften gab. Inhaltlich geht die EKD darin aber über die Empfehlungen zu gleichgeschlechtlichen Partnerschaften, wie sie schon in Mit Spannungen leben formuliert wurden, nicht hinaus.
Mit Spannungen leben wird seitens der EKD weiterhin als Orientierungshilfe angeboten, was zwar schon lange kritisiert wird, eine Kritik, die die EKD bisher aber nicht bewogen hat, das Papier aus dem Verkehr zu ziehen oder durch eine aktuelle Stellungnahme zu ersetzen.
Die Orientierungshilfe Mit Spannungen leben wurde bald von evangelikalen Christen vereinnahmt, die damit die eigene Position gegen die Gleichberechtigung Homosexueller in christlichen Gemeinschaften zu untermauern versuchten.

## Zukunft
Auf dem Deutschen Evangelischen Kirchentag 2023 in Nürnberg kündigte die Präses der EKD, Anna-Nicole Heinrich, auf einem Podium an, das es bald einen neuen Text der EKD zum Thema geben solle. 2025 war eine Kommission im Aufbau, die einen neuen Text erstellen soll.

### Zitierte Literatur
- Klaus Fitschen: Liebe zwischen Männern? Der deutsche Protestantismus und das Thema Homosexualität = Christentum und Zeitgeschichte 3. Evabgelische Verlagsanstalt, Leipzig 2018.
- Wolfgang Perlák: 29 Jahre „Mit Spannungen leben“ – Die EKD braucht eine neue Orientierungshilfe. In: Ökumenische Arbeitsgruppe Homosexuelle und Kirche (Hg.): HuK-info 223 (1/2025), S. 12f.
- Traugott Roser: Mit Spannungen leben. Die Ausbildung von Berufsidentität im Pfarramt in der Spannung zwischen „vocatio interna“ und „vocatio externa“ am Beispiel der gleichgeschlechtlichen Partnerschaft. In: Kerygma und Dogma 68 (2022), S. 126–142.

### Unmittelbare Reaktionen nach Veröffentlichung
- Helmut Blazek: Oberfaul: Die „Orientierungshilfe“ der evangelischen Kirche zur Homosexualität. In: Die Kirche vom 1. September 1996.
- epd: Grüne und Schwulenbund verwerfen Kirchenpapier. In: Frankfurter Rundschau vom 15. März 1996.
- Frankfurter Rundschau: „Homosexuelle Seelsorger bereichern die Kirche“. Die neue „Orientierungshilfe“ wird auch von einem schwulen Gemeindepfarrer als rückschrittlich kritisiert. [Interview]. In: Frankfurter Rundschau vom 9. April 1996.[Anm. 7]
- Anton-Andreas Guha: „EKD-Papier ein Eiertanz“. Schwule und Lesben von Orientierungsschrift enttäuscht. In: Frankfurter Rundschau vom 19. März 1996.
- Ben Khumalo: Kirchenpapier. In: Bremer Kirchenzeitung 7/1996.
- LabeT[Anm. 8]: Stellungnahme des LabeT zur EKD-Orientierungshilfe „Mit Spannungen Leben“. In: HuK-Info 119 (Juli/Oktober 1996), S. 43f.
- Hartmut Meesmann: Menschen zweiter Klasse. In: Publik Forum 6/1996 vom 29. März 1996.
- Hartmut Meesmann: Wer bitte ist hier einseitig?. In: Publik Forum 7/1996 vom 12. April 1996.
- NN: Kirche muß ihre Schuld bekennen. Interview mit Dorothee Sölle. In: die Tageszeitung vom 22. April 1996.
- NN: Kirchenpapier schnell zurückziehen. In: Idea Spektrum 12/1996.
- Reinhard Selenczka: Völlige Desorientierung?. In: Idea Spektrum 11/1996.
- Ezzelino von Wedel: Homosexualität und Kirche: Mit Spannungen leben. Segnung ja, aber …. In: Die Zeit vom 22. März 1996.
- Anna E. Weihrauch: [Offener Brief an die Leitungen der Ev. Landeskirchen in Deutschland] vom 31. März 1996. In: HuK-Info 118 (Mai/Juni 1996), S. 48.